# Василь Ярославич
Василь Ярославич (рос. Василий Ярославич; 1236/1241 — 1276) — великий князь Володимирський у 1272—1276 роках. Відомий також як Василь Костромський та Василь Квашня.

## Життєпис
Молодший син Ярослава Всеволодовича, великого князя Київського і великого князя Володимирського, та його другої дружини Ростислави-Феодосії (доньки Мстислава Мстиславича, князя Новгородського). народився між 1236 і 1241 роками у Володимирі. 1246 року після смерті батька отримав Костромське князівство.
У 1270 році виступив посередником між небожем Дмитром Олександровичем Переяслав-Залєським і братом Ярослав Ярославовичем Тверським щодо князювання у Новгороді. Після смерті брата Ярослав 1272 року стає великим князем Володимирським. Проте новгородці закликали Дмитра. Тоді Василь виступив проти новгородців і змусив їх визнати себе князем.
Втім невдовзі боротьба з Дмитром Олександровичем відновилася, переважно в межах Новгородської республіки. Дмитро князем оселився у Новгороді. Василь Ярославич вимагав знищення переданих Ярославом Ярославичем грамот з Новгорода, Дмитро погодився правити за власним бажанням у Новгороді. Тоді Василь Ярославич разом з ординцями та тверським князем Святославом захопив Торжок, спалив його і посадив свій тіуна. Разом з тверським князем атакував новгородські містечка Волок Ламський, Бєжиці і Вологду. Торгівля Новгорода із Суздальським князівством припинилася, а в Новгороді різко подорожчав хліб. Взимку Дмитро вимушений був повернутися до Переяслава-Залєського, а Василь зайняв Новгород.
Взимку 1274/1275 років хан Менгу-Тимур здійснив похід проти Литви, сплюндрувавши по дорозі Смоленські і курські володіння, але завдяки дипломаті Василя Ярославича не зачепив інші князівства. Разом з тим для визначення розміру данини ханові провів перепис населення, що став другим таким (після князівства Смоленського). У 1274 році підтримав скликання архієрейського собору для відновлення церковних статутів.
За переказами, під час полювання в околицях Костроми в лісі на річці Запрудне Василю Ярославовичу «На сосновій дереві» з'явилася ікона Божої Матері, яку перенесли до церкви Феодора Стратилата. Згодом образ, що став головною святинею Костроми, став називатися іконою Божої Матері Феодорівською. На місці появи ікони Василь Ярославович заснував Спасо-Запрудненський монастир.
1275 року їздив в Орду. Помер в Костромі в січні 1276 року. Поховано у церкві Феодора Стратилата. Велике князівство перейшло до Дмитра Олександровича.